# Ferrari F2004
La Ferrari F2004 è una monoposto di Formula 1, la cinquantesima utilizzata dalla Scuderia Ferrari, che ha gareggiato nella stagione 2004. Il progetto è contraddistinto dalla sigla interna 655. È considerata una delle migliori vetture che abbiano mai corso in Formula 1, nonché la più vincente prodotta dalla scuderia di Maranello.

## Presentazione
È stata presentata il 26 gennaio 2004 nella consueta cornice di Maranello.

### Livrea e sponsor
La livrea rimane immutata rispetto alle stagioni precedenti: al consueto rosso corsa si abbinano gli inserti bianchi, derivanti dagli sponsor Marlboro e Vodafone.

## Sviluppo
La F2004 nasce dai concetti che hanno portato alla realizzazione della precedente vettura, la F2003-GA, riassumibili nella volontà di ottimizzare l'efficienza aerodinamica, abbassare il baricentro della monoposto e massimizzare le prestazioni degli pneumatici e del motore. Ogni area della vettura è stata pertanto rivista per migliorare le prestazioni e gli interventi da compiere sulla vettura. Da questa vettura verrà poi realizzata una versione modificata per l'inizio di stagione 2005, la F2004M.

### Aerodinamica
La configurazione aerodinamica, alla luce delle modifiche introdotte nel regolamento tecnico, è stata ottimizzata migliorandone l'efficienza: il baricentro della vettura è stato ulteriormente abbassato, la distribuzione dei pesi è stata rivista mentre la carrozzeria, i radiatori, gli scarichi e la parte posteriore sono stati ridisegnati. In maniera approfondita sono stati invece rivisti, per renderli conformi al nuovo regolamento in vigore, il cofano motore e l'ala posteriore.

### Telaio e sospensioni
Il telaio, sia come disegno sia come costruzione, è stato totalmente rinnovato: il peso è stato ridotto e la struttura rispetto alla scocca della F2003GA è stata migliorata. Le sospensioni sono state riviste, tanto per migliorare il comportamento dinamico della vettura ottenendo una maggiore efficienza nello sfruttamento degli pneumatici quanto per ottimizzare il rendimento dell'intero pacchetto aerodinamico.

### Motore
Dato che il nuovo regolamento impone, riguardo al numero di motori che possono essere utilizzati nel fine settimana del Gran Premio, l'utilizzo di una sola unità, il nuovo motore 053, portante e montato longitudinalmente, è stato realizzato cercando di mantenere alta l'affidabilità pur cercando di migliorarne le prestazioni. Sotto questo punto di vista la Shell ha fornito una nuova benzina e dei nuovi lubrificanti appositamente realizzati per tale fine. Gli scarichi sono rivolti verso l'alto, ma rispetto al passato sono stati collocati in una posizione più interna.

#### Trasmissione
La trasmissione è collocata longitudinalmente e mantiene la stessa impostazione progettuale di quella montata sulla F2003GA, anche se è stata ridotta nelle dimensioni e nel peso. Il cambio, realizzato in fusione di titanio, ha sette rapporti (più retromarcia).

## Carriera agonistica

### 2004
La prima gara disputata è il Gran Premio d'Australia il 7 marzo del 2004 ed è subito doppietta, la prima di altre sette.
Ha ottenuto 15 vittorie nel campionato mondiale 2004 di Formula 1 totalizzando 262 punti nel campionato costruttori, 148 conquistati da Michael Schumacher, campione del mondo 2004, e 114 da Rubens Barrichello. Pertanto fu una delle monoposto più competitive della storia della Ferrari.
È stata utilizzata anche nei primi Gran Premi della stagione 2005, con le modifiche necessarie, sotto il nome di F2004M, prima di essere sostituita dalla F2005.

### 2005

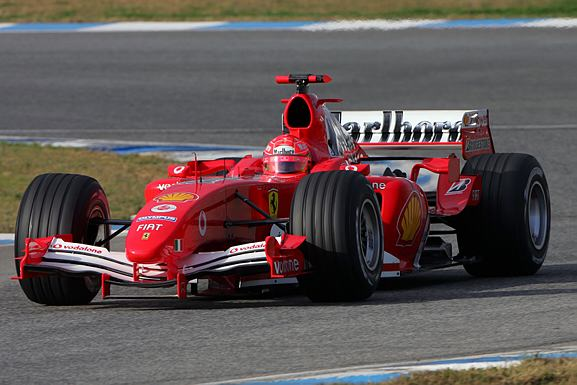
La F2004M

La Ferrari F2004M è la vettura utilizzata per le prime due gare della stagione 2005. È, sostanzialmente, una F2004 (come da nome) ma modificata (la M nella sigla) per i regolamenti del 2005, in attesa del debutto della F2005.
Nonostante derivi dalla vettura dominatrice del campionato precedente, la F2004M non è all'altezza dei nuovi regolamenti che hanno limitato le monoposto proprio in quelle zone della vettura dove la Ferrari faceva la differenza nel 2004.
Questa monoposto, in ogni caso, non si differenzia molto dalla precedente, se non nelle soluzioni provvisorie per adattare la monoposto alle nuove regole. La più vistosa è quella nel musetto, il quale è ingrossato, per scelta aerodinamica, nella parte inferiore e l'introduzione di un mini alettone nella parte centrale dell'ala anteriore chiamata gradino; anche l'alettone posteriore viene modificato.
Colleziona un solo podio, il secondo posto di Barrichello, nel Gran Premio inaugurale in Australia e un settimo posto di Schumacher al Gran Premio successivo, con due ritiri. Si chiude così, dopo appena due gare, la carriera dalla F2004M che, visti i risultati non all'altezza delle aspettative, costringe ad anticipare il debutto della F2005, che si rivelerà tuttavia altrettanto deludente.

## Piloti

### 2004
| Piloti ufficiali    | Piloti ufficiali   | Piloti ufficiali |
| Nazione             | Nome               | Numero           |
| ------------------- | ------------------ | ---------------- |
| Germania (bandiera) | Michael Schumacher | 1                |
| Brasile (bandiera)  | Rubens Barrichello | 2                |
| Piloti di riserva   |                    |                  |
| Nazione             | Nome               | Nome             |
| Italia (bandiera)   | Luca Badoer        | Luca Badoer      |
| Brasile (bandiera)  | Luciano Burti      | Luciano Burti    |

### 2005
| Piloti ufficiali    | Piloti ufficiali   | Piloti ufficiali |
| Nazione             | Nome               | Numero           |
| ------------------- | ------------------ | ---------------- |
| Germania (bandiera) | Michael Schumacher | 1                |
| Brasile (bandiera)  | Rubens Barrichello | 2                |
| Piloti di riserva   |                    |                  |
| Nazione             | Nome               | Nome             |
| Italia (bandiera)   | Luca Badoer        | Luca Badoer      |
| Spagna (bandiera)   | Marc Gené          | Marc Gené        |

## Risultati in Formula 1
| Anno | Team    | Motore  | Gomme | Piloti      |   |   |   |   |   |     |   |   |   |   |   |    |   |   |   |    |     |   | Punti | Pos. |
| ---- | ------- | ------- | ----- | ----------- | - | - | - | - | - | --- | - | - | - | - | - | -- | - | - | - | -- | --- | - | ----- | ---- |
| 2004 | Ferrari | Ferrari | B     | Schumacher  | 1 | 1 | 1 | 1 | 1 | Rit | 1 | 1 | 1 | 1 | 1 | 1  | 1 | 2 | 2 | 12 | 1   | 7 | 262   | 1º   |
| 2004 | Ferrari | Ferrari | B     | Barrichello | 2 | 4 | 2 | 6 | 2 | 3   | 2 | 2 | 2 | 3 | 3 | 12 | 2 | 3 | 1 | 1  | Rit | 3 | 262   | 1º   |

| Anno | Team    | Motore  | Gomme | Piloti      |     |     |  |  |  |  |  |  |  |  |  |  |  |  |  |  |  |  |  | Punti | Pos. |
| ---- | ------- | ------- | ----- | ----------- | --- | --- |  |  |  |  |  |  |  |  |  |  |  |  |  |  |  |  |  | ----- | ---- |
| 2005 | Ferrari | Ferrari | B     | Schumacher  | Rit | 7   |  |  |  |  |  |  |  |  |  |  |  |  |  |  |  |  |  | 100   | 3º   |
| 2005 | Ferrari | Ferrari | B     | Barrichello | 2   | Rit |  |  |  |  |  |  |  |  |  |  |  |  |  |  |  |  |  | 100   | 3º   |

| Legenda | 1º posto     | 2º posto | 3º posto    | A punti         | Senza punti/Non class.  | Grassetto – Pole position Corsivo – Giro più veloce |
| Legenda | Squalificato | Ritirato | Non partito | Non qualificato | Solo prove/Terzo pilota | Grassetto – Pole position Corsivo – Giro più veloce |